# Entodon flavissimus
Entodon flavissimus là một loài rêu trong họ Entodontaceae. Loài này được Müll. Hal. mô tả khoa học đầu tiên năm 1897.